# La Femme de Don Juan
Pour plus de détails, voir Fiche technique et Distribution.
La Femme de Don Juan (Wife of the Centaur) est un film américain réalisé par King Vidor, sorti en 1924.

## Synopsis
Jeffrey Dwyer, un romancier doué mais névrosé, est attiré par Joan Converse, une jeune femme innocente, mais il l'oublie lorsqu'il rencontre la voluptueuse Inez Martin. Après une courte histoire passionnée, Inez quitte Jeffrey au profit d'Harry Todd, avec qui elle se marie. Jeffrey se tourne alors vers l'alcool et la débauche et n'écrit plus. Lorsqu'il réalise qu'il est en train de gâcher sa vie, il épouse Joan, loue une maison à la montagne et écrit un second roman, qui a du succès. Il est heureux avec Joan jusqu'à ce qu'Inez, dont le mariage a échoué, décide qu'elle veut renouer avec lui. Elle loue une maison à côté de la sienne, Jeffrey laisse alors une lettre à Joan, lui disant qu'il l'abandonne pour Inez. Toutefois, il finit par réaliser son erreur, revient vers Joan, qui lui pardonne et l'accueille chez eux.

## Fiche technique
- Titre original : Wife of the Centaur
- Titre français : La Femme de Don Juan
- Réalisation : King Vidor
- Scénario : Douglas Z. Doty, d'après le roman Wife of the Centaur de Cyril L. Hume
- Direction artistique : Cedric Gibbons
- Costumes : Sophie Wachner
- Photographie : John Arnold
- Montage : Hugh Wynn
- Production : Louis B. Mayer
- Société de production : Metro-Goldwyn Pictures Corporation
- Société de distribution :  Metro-Goldwyn Distributing Corporation
- Pays d’origine :  États-Unis
- Langue originale : anglais
- Format : Noir et blanc - 35 mm - 1,33:1 - Muet
- Genre : Drame
- Durée : 81 minutes (7 bobines)
- Date de sortie :
  - États-Unis : 1er décembre 1924

## Distribution
- Eleanor Boardman : Joan Converse
- John Gilbert : Jeffrey Dwyer
- Aileen Pringle : Inez Martin
- Kate Lester : Mme Converse
- William Haines : Edward Converse
- Kate Price : Mattie
- Jacqueline Gadsden : Hope Larrimore
- Bruce Covington : M. Covington
- Philo McCullough : Harry Todd
- Lincoln Stedman : Chuck
- William Orlamond : Oncle Roger